# Diploid Love
Diploid Love è il primo album discografico da solista della cantautrice Brody Dalle, conosciuta per essere la frontwoman di The Distillers e Spinnerette. Il disco è stato pubblicato nell'aprile 2014. Vi hanno collaborato diversi importanti artisti.

## Tracce
1. Rat Race – 3:38
2. Underworld – 5:19
3. Don't Mess with Me – 3:39
4. Dressed in Dreams – 4:47
5. Carry On – 4:21
6. Meet the Foetus/Oh the Joy – 5:03
7. I Don't Need Your Love – 6:01
8. Blood in Gutters – 4:18
9. Parties for Prostitutes – 4:33

## Formazione
- Brody Dalle - voce, chitarre, basso, batteria
- Alain Johannes - chitarre, basso, piano, tromba
- Nick Valensi - chitarra
- Michael Shuman - basso
- Darren Weiss, Bral, Hayden Scott - batteria
- Jessy Greene - violino
- Tyler Parkford - piano
- Shirley Manson, Emily Kokal - cori